# Eupithecia turpicula
Eupithecia turpicula är en fjärilsart som beskrevs av William Schaus 1913. Eupithecia turpicula ingår i släktet Eupithecia och familjen mätare. Inga underarter finns listade i Catalogue of Life.